# Stanisław Drzewiecki
Stanislaw Drzewiecki (Moskou, 15 juli 1987) is een Pools pianist. Hij werd beschouwd als wonderkind.

## Biografie
Zijn moeder is de Russische pianiste Tatjana Sjebanova en zijn vader is de Poolse pianist Jarosław Drzewiecki. Op 7-jarige leeftijd verhuisde hij naar Polen.
Drzewiecki begon op 4-jarige leeftijd met pianolessen. Zijn eerste optreden als solist vond plaats in 1992 in Moskou. In 1993 ging hij op tournee in Japan met het Sinfonia Varsovia. Internationale optredens vonden onder meer plaats  in 1998 in Londen en Vancouver, in 2001 tijdens Europalia in België en in 2003 in de Carnegie Hall. In Nederland speelde hij met Filharmonia Śląska en Hanseatica Kamerorkest. Op 11 december 2005 zond de TROS delen van zijn concert uit op Nederland 2.
Drzewiecki leidt tevens het in 2006 opgerichte softwarebedrijf Drzewiecki Design, dat vliegsimulaties ontwerpt.

## Prijzen
- 1999: Grand Prix - European Television Festival in Alicante, Spanje
- 2000: Grand Prix - Eurovision Young Musicians namens Polen
- 2000: Paszport Polityki, prijs van het tijdschrift Polityka

## Discografie
- 1998: Piano Concertos (Johann Sebastian Bach, Wolfgang Amadeus Mozart en Ludwig van Beethoven) – nominatie „Fryderyk”;
- 1999: My First Gift – nominatie „Fryderyk”;
- 2000, 2003: Chopin – Piano Concerto & 12 Etudes – nominatie „Fryderyk”;
- 2002: Liszt, Schumann – Romantic Piano Recital;
- 2004: W. A. Mozart – K.242, 365, 446;
- 2005: The Soul of Russia – Tchaikovsky & Shostakovich;
- 2006: Chopin & Liszt – Selected Pieces;
- 2006: Drzewiecki plays in Atlanta (dvd).